# موتور مشهدی آسا نارویی
موتور مشهدی آسا نارویی یک منطقهٔ مسکونی در ایران است که در دهستان جلگه چاه هاشم واقع شده‌است.